# Adolf Piller
Adolf Emil Piller (ur. 5 października 1877 we Lwowie, zm. 23 marca 1951 w Poznaniu) – polski architekt.

## Życiorys

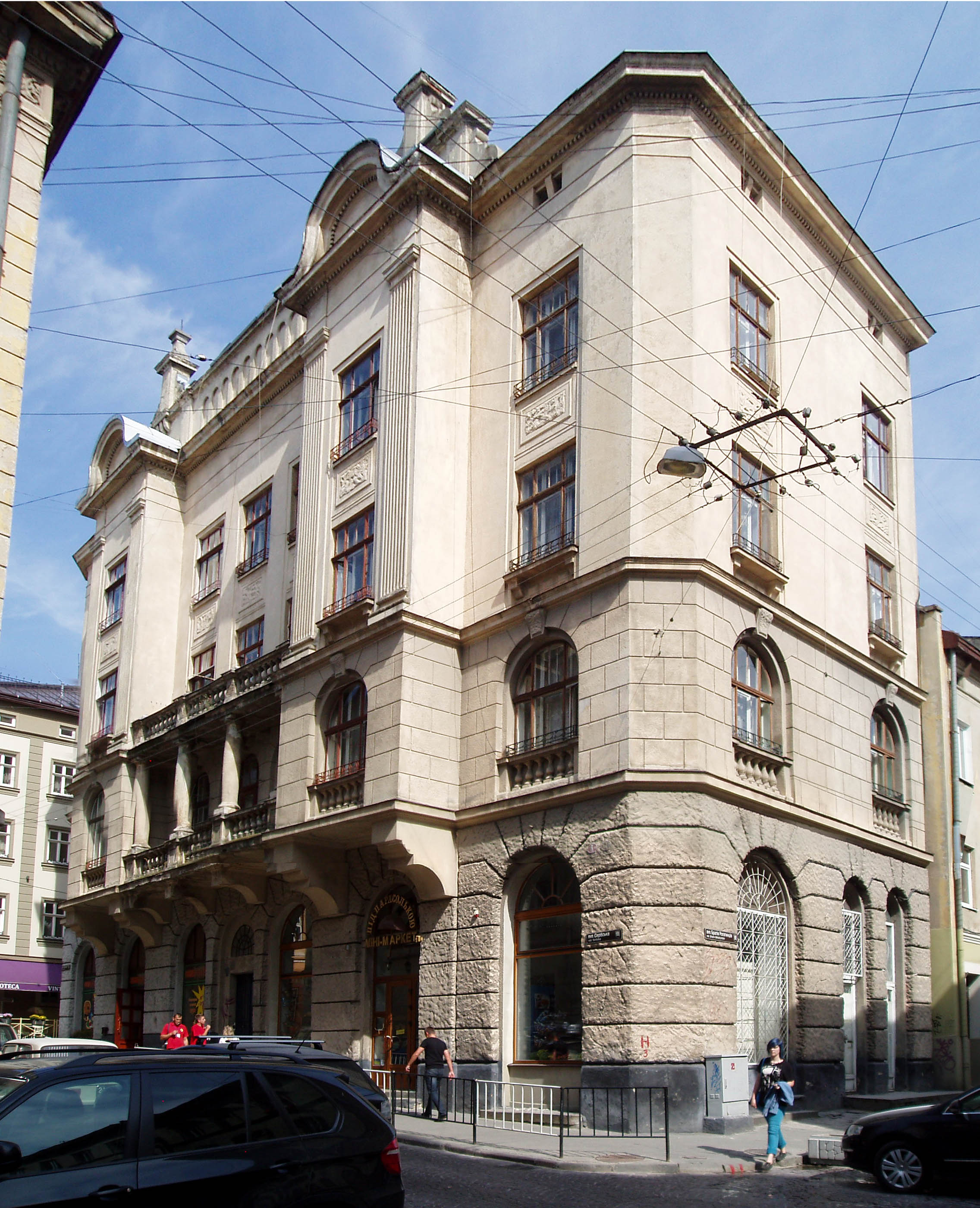
Kamienica przy ulicy Serbskiej 13 we Lwowie

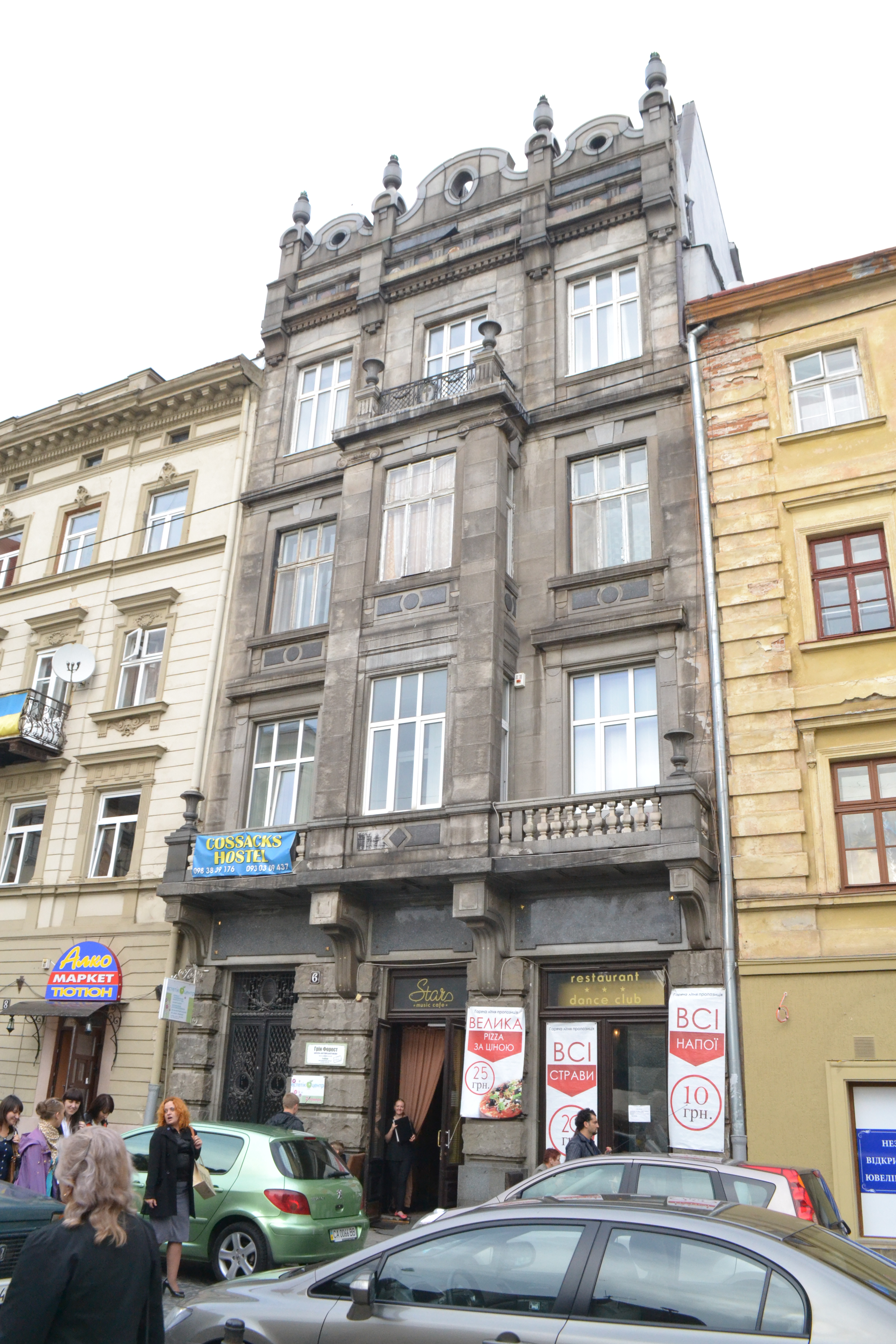
Kamienica przy ulicy Teatralnej 6 we Lwowie

Urodził się w rodzinie lwowskiego drukarza Kornela Pillera i Adolfiny z Sienickich. Po ukończeniu szkoły średniej w 1895 rozpoczął studia na Wydziale Architektury w lwowskiej Szkole Politechnicznej, w 1901 obronił dyplom architekta. W 1903 wyjechał kontynuować naukę w Karlsruher Institut für Technologie w Karlsruhe, a następnie w Akademii Sztuk Pięknych w Monachium. Po powrocie do Lwowa współpracował z miejscowymi biurami inżynieryjnymi i architektonicznymi, w 1907 został architektem miejskim i zajmował to stanowisko do 1910. Następnie pracował w Stowarzyszeniu Budowlanym, w 1914 został zmobilizowany do służby w armii austriackiej. Od 1918 służył w wojsku polskim i walczył w obronie Lwowa, 3 marca 1918 poślubił Jadwigę Majkrzakowską. W 1919 w stopniu porucznika przeszedł do rezerwy i razem z żoną opuścił Lwów, do 1922 pracował w Dyrekcji Robót Publicznych w Kielcach. Przez kolejne dwa prowadził własne biuro projektowe i nadzorował budowę Izby Skarbowej. W 1924 przeprowadził się do Poznania, gdzie objął stanowisko profesora w Państwowej Szkole Budowlanej. Równocześnie projektował i nadzorował budowę nowych gmachów. Wynalazł metodę utwardzania ruchomego piasku przy pomocy szkła wodnego z dodatkami, którą zastosował ratując Dom Nauczyciela w Jastarni przed osunięciem. Ponadto wynalazł sposób zagospodarowania gruzobetonu podczas wznoszenia nowych obiektów. Po wysiedleniu z Poznania spędził lata okupacji w Makowie Podhalańskim, w 1945 powrócił do Poznania i nauczał w Państwowym Liceum Budowlanym do przejścia na emeryturę w 1947.

## Działalność architektoniczna

### Lwów
- Kamienica z parterem handlowym przy ulicy Serbskiej 13;
- Kamienica hr. Zofii Lasockiej przy ul. Teatralnej 6 (współautorzy Tadeusz Nowakowski i Jan Lewiński, realizacja konstrukcji Zygmunt Piotrowicz);
- Kamienica modernistyczna z elementami neogotyckimi dla Karola Ludwika Karol Stadtmüllera i Karola Cudżaka przy ulicy Kniazia Romana 6 (Stefana Batorego), (współautor Roman Wolpel, rzeźby na elewacji Stanisław Plichal). W latach 1933–1939 w kamienicy znajdowało się studio z którego nadawała audycję Wesoła Lwowska Fala;
- Budynek Banku Naftowego przy ulicy Leona Sapiechy 3 przy Łąckiego – dziś Stepana Bandery przy Ołeksandra Briułłowa) (1910) (współautor Edmund Żychowicz);
- Wczesnomodernistyczna kamienica przy ulicy Bohdana Chmielnickiego 5 (Żółkiewska) (współautor Roman Feliński;
- Domy mieszkalne Michała Demetra przy ulicy Tarnowskiego 2,4,6,8 i 26 (współautor Piotr Tarnawiecki);
- Dom akademicki im. Andrzeja Potockiego przy ulicy Josifa Slipego 7 (Sobińskiego);
- Elektrownia miejska przy ulicy Kozielnickiej.

### Poznań
- Koszary w Ławicy;
- Gmach Prywatnego Humanistycznego Gimnazjum i Liceum im. Adama Mickiewicza (ob. Publiczne Liceum Ogólnokształcące Katolickiego Stowarzyszenia Wychowawców im. bł. Natalii Tułasiewicz i Katolicka Szkoła Podstawowa im. św. Stanisława Kostki);
- Gmach Prywatnego Seminarium Nauczycielskiego Żeńskiego im. Juliusza Słowackiego (ob. Zespół Szkół Muzycznych w Poznaniu);
- Liceum Dr Sajdaka (ob. Collegium Marianum w Poznaniu);
- Gmach Państwowej Szkoły Ogrodniczej (ob. Kolegium Zembala).

### Inne
- Gmach Towarzystwa Szkoły Przemysłowo-Handlowej Żeńskiej w Lesznie;
- Kościół pw. Chrystusa Króla w Bogdaju;
- Kolejowa Stacja Graniczna w Zbąszyniu.